# 嘎拉伊
嘎拉伊（達悟語：Kamrai），是台灣達悟族神話傳說中的巨蛇，也是地震的源頭。

## 簡述
嘎拉伊住在達悟族神話觀中最底層的世界、也就是第三地界（深層世界）裡面。牠是眾蛇之父、所有蛇的祖先，當牠遊走滑行的時候，身邊會有無數的普通蛇和搭尼法尼督斯（Tanivanitos，第三地界的蛇）隨行。

## 地震
在達悟族神話中，嘎拉伊是造成地震的元兇，當牠用尾巴拍打地面、或是搖撼起位於第三地界之下、支撐世界的五棵大樹時，就會造成地震和海嘯。